# Lebap
Lebap is een provincie in Turkmenistan met een bevolking van 1.034.700.

## Districten
Lebap is onderverdeeld in de volgende districten:
- Atamyrat
- Beýik Türkmenbaşy
- Birata
- Farap
- Galkynyş
- Garabekewül
- Garaşsyzlyk
- Halaç
- Hojambaz
- Koýtendag
- Magdanly
- Sakar
- Saýat
- Serdarabat
- Seýdi

Ahal · Balkan · Daşoguz · Lebap · Mary

Turkmenistan · provincies